# Добровольський Іван Андрійович
Іван Андрійович Добровольський (нар. 14 квітня 1916, с. Мар’янівка Баранівського району Житомирської області помер 09 червня 1996, м. Кривий Ріг) – український учений, доктор біологічних наук, професор кафедри ботаніки, еколог, геоботанік, заслужений працівник вищої школи УРСР, декан природничого факультету (1949-1953; 1965-1966 рр.), завідувач кафедри ботаніки 1953-1965; 1966-1974; 1982-1984 рр.) Криворізького державного педагогічного університету, керівник криворізької групи Українського ботанічного товариства, автор підручника ботаніки для вищих навчальних закладів.

## Біографія
Іван Андрійович народився 14 квітня 1916 року в с. Мар’янівка Баранівського району Житомирської області.
1932 – закінчив Мар’янівську семирічну школу.
1933 – закінчив робітничий факультет.
1933–1934 – навчання в Київському педінституті на хіміко-біологічному факультеті.
1935 – переїхав до Кривого Рогу та продовжив навчання в Криворізькому педінституті, який закінчив у 1937, отримавши спеціальність вчителя середньої школи.
1937–1941 – працював асистентом кафедри ботаніки Криворізького педагогічного інституту.
1941, серпень – 1941, жовтень – працював учителем і завучем семирічної школи Краснодарського краю, куди виїхав у зв’язку з евакуацією міста Кривого Рогу.
1941, жовтень – 1945, квітень – виконував свій військовий обов’язок у лавах Радянської Армії, брав активну участь у боях з фашистсько-німецькими окупантами.
1945, квітень – отримав важке поранення при штурмі міста Баутцен (Німеччина).
1945–1946 – на лікуванні в госпіталях після поранення.
1946 року Іван Андрійович співпрацював з експедицією Дніпропетровського національного університету, кафедрою геоботаніки, екології та ґрунтознавства, з провідними вченими О. Л. Бельгардом та А. П. Травлєєвим.
1946, серпень –  1949, серпень – асистент кафедри ботаніки Криворізького педагогічного інституту.
1949, вересень – 1949, грудень – старший викладач кафедри ботаніки Криворізького педагогічного інституту.
1949, грудень –1953, вересень – старший викладач кафедри ботаніки та декан природничого факультету Криворізького педагогічного інституту.
1952, жовтень – захищено кандидатську дисертацію «Деревно-чагарникова рослинність Криворіжжя та питання його заліснення й озеленення» уДніпропетровському державному університеті.
1953, вересень – 1965, вересень  – завідувач кафедри ботаніки Криворізького педагогічного інституту.
1953, грудень – доцент кафедри ботаніки.
1965, вересень –1966,  серпень – доцент кафедри ботаніки і декан природничого факультету Криворізького педагогічного інституту.
1966, вересень вересень 1972, вересень – завідувач кафедри ботаніки Криворізького педагогічного інституту.
1972, вересень – вересень 1977, вересень – доцент кафедри ботаніки Криворізького педагогічного інституту.
1977, вересень – 1994, грудень – професор кафедри ботаніки Криворізького педагогічного інституту.
1982–1984  – завідувач кафедри ботаніки Криворізького педагогічного інституту.
1982–1987  – виконував обов’язки члена партбюро природничого факультету; виступав на міському радіо та на сторінках газети «Червоний гірник» з питань охорони природи.
Професор Іван Добровольський брав участь у роботі всесоюзних конференцій з питання викладання біологічних дисциплін; працював над удосконаленням організації самостійної роботи студентів.
9 червня 1996 року  І. А. Добровольський помер. Похований  у м. Кривий Ріг.

## Наукова діяльність
1952 року захистив дисертацію «Деревно-чагарникова рослинність Криворіжжя та питання його заліснення й озеленення» на здобуття наукового ступеня кандидата біологічних наук у Дніпропетровському державному університеті.
1966 року учасник ВДНГ СРСР з наукових розробок із озеленення Криворізького залізорудного басейну.
1980 року захищено дисертацію «Еколого-біогеоценологічні основи оптимізації техногенних ландшафтів степової зони України» на здобуття наукового ступеня звання доктора біологічних наук.
1981 року присвоєно наукове звання професора.
1982-1987 роки – очолював Криворізьку групу Українського ботанічного товариства; працював у науковій комісії Криворізького державного педагогічного інституту.

## Відзнаки та нагороди
- Медаль «За оборону Сталінграда» (1943).

- Орден «Червона Зірка» (1944).
- Орден «Червона Зірка» (1945).
- Нагрудний знак «Відмінник народної освіти УРСР» (1951).
- Орден «Знак Пошани» (1966).
- Медаль «20 років перемоги у Великій Вітчизняній війні 1941 –1945 рр.» (1966).
- Грамота Міністерства освіти УРСР (1966).
- Медаль «50 років збройних сил СРСР» (1967).
- Медаль «За доблесний труд» на відзначення 100-річчя з дня народження В. І. Леніна» (1970).
- Медаль «25 років перемоги у Великій Вітчизняній війні» (1971).
- Занесений до книги трудової слави Дзержинського району м. Кривого Рогу (1973).

- Почесна грамота Дзержинського РК КПУ та райвиконкому м. Кривого Рогу (1973).
- Занесений у книгу трудової слави Дніпропетровської області та книгу пошани інституту (1974).
- Почесна грамота облради (1974).
- Нагрудний знак «За відмінні успіхи в роботі» (1975).
- Медаль «30 років перемоги у Великій Вітчизняній війні 1941–1945 рр.  (1976).
- Медаль «Ветеран праці» (1976).
- Нагрудний знак «Ударник дев’ятої п’ятирічки» (1976).
- Нагрудний знак «Переможець соцзмагань за 1975 р.» (1976).
- Медаль «60 років Збройних сил СРСР» (1978).
- Почесне звання «Заслужений працівник вищої школи УРСР» (1980).
- Ювілейна медаль «До 100-річчя виходу книги В. В. Докучаєва «Російський чорнозем» (1985)

## Публікації
Автор і співавтор понад 100 наукових праць і численних статей у збірниках академічних видань та наукових журналах, які залишаються актуальними до нашого часу та представляють значний інтерес не лише для біологів та екологів, але й для краєзнавців

### Книги
- Добровольський І. А. (співавт.) Ботаніка. Систематика нижчих і вищих рослин : підруч. для студ. біол. спец. ун-тів і пед. ін-тів [Архівовано 2 листопада 2021 у Wayback Machine.]. – К. : Вища школа, 1975. – 400 с.
- Добровольский И. А. Подбор пород для озеленения Кривбасса [Архівовано 2 листопада 2021 у Wayback Machine.]. – Кривой Рог : [Самиздат (рукопись)], 1966. – 266 c.

## Біобібліографія
Видатний геоботанік України Іван Андрійович Добровольський (до 100-річчя від дня народження доктора біологічних наук, професора, викладача Криворізького державного педагогічного інституту (1937–1994 рр.) : біобібліографічний покажчик / Наукова бібліотека КПІ ДВНЗ «КНУ» ; упоряд.: О. Б. Поліщук, Ю. С. Душко ; бібліогр. ред. О. Б. Поліщук ; за заг. ред. Г. М. Віняр, О. М. Кравченко. – Кривий Ріг, 2016. – 77 с. (Серія «Пам’яті професорів Криворізького педагогічного». Вип. 4).